# Jiří Šťovíček
Jiří Šťovíček (ur. 9 kwietnia 1974) – czeski żużlowiec.

## Życiorys
Srebrny medalista drużynowych mistrzostw Czech (1991). Uczestnik finału indywidualnych mistrzostw świata juniorów (Pfaffenhofen an der Ilm 1992 – jako rezerwowy).
W 1992  wystąpił w rozgrywkach II ligi polskiej, w barwach klubu Iskra Ostrów Wielkopolski.